# ماثيو كان
ماثيو كان (بالإنجليزية: Matthew Kane)‏ هو ممثل أمريكي، ولد في 18 يناير 1991 في المملكة المتحدة.

## وصلات خارجية
- ماثيو كان على موقع IMDb (الإنجليزية)
- ماثيو كان على موقع قاعدة بيانات الفيلم (الإنجليزية)